# Athanasisches Glaubensbekenntnis
Das so genannte Athanasische oder Athanasianische Glaubensbekenntnis, auch Athanasianum (lateinisch Symbolum Athanasianum) und Quicumque nach dem lateinischen Anfang (Quicumque vult salvus esse) genannt, gehört zu den drei großen christlichen Glaubensbekenntnissen der westlichen Kirchen, wo es etwa seit dem 13. Jahrhundert ähnliches Ansehen genießt wie das Apostolikum und das Nicäno-Konstantinopolitanum.

## Textgeschichte
Die Frage nach dem Autor und der Entstehung ist offen. Traditionell wird Athanasius von Alexandria (4. Jh.) als der Autor dieses Bekenntnisses bezeichnet. Die älteste bekannte Nennung eines Glaubens des Heiligen Athanasius findet sich jedoch erst in den Bestimmungen des Konzils von Autun (ca. 670), womit zwar nicht sicher, aber doch wahrscheinlich der Text „Quicumque“ gemeint ist.
Schon 1642 wies der niederländische Humanist Gerhard Johannes Vossius nach, dass dieses Bekenntnis nicht von Athanasius stammen könne. Unter anderem ist es klar lateinisch verfasst, während Athanasius griechisch schrieb. Ebenso lässt es alle theologischen Ausdrücke aus, die für Athanasius wichtig waren, wie z. B. homoousion, während es das typisch westliche Filioque einschließt. Zudem ist dieses Bekenntnis in den Ostkirchen unbekannt, obwohl der Name des Athanasius dort größte Hochachtung genießt.
Volker Drecoll wies nach, dass der rezipierte Text fast vollständig aus Zitaten verschiedener lateinischer Kirchenväter (überwiegend augustinischer Tradition) zusammengesetzt ist und dabei auf Ambrosius von Mailand, Vincent von Lérins, Fulgentius von Ruspe und zuletzt Caesarius von Arles zurückgeht.
Wahrscheinlich hat zwischen 540 und 670 ein namentlich nicht bekannter Kompilator den Text als „theologischen Grundkurs“ zur Klerikerausbildung zusammengestellt. Die ältesten Handschriften, die den Text des Symbols enthalten, stammen aus dem 8. Jahrhundert, eine davon möglicherweise sogar aus dem 7. Jahrhundert.

## Struktur
Das Bekenntnis besteht aus vierzig sorgfältig gegliederten Versen, aufgeteilt in zwei deutlich unterschiedene Hauptabschnitte: 
- Einleitung
  - Der erste Abschnitt konzentriert sich auf die Lehre von Gott als Trinität. Die Formulierungen zeigen den Einfluss der Theologie des Augustinus von Hippo und grenzen sich gegen den Modalismus und Arianismus ab.
  - Der zweite Abschnitt schärft den Glauben an die Inkarnation ein und grenzt sich dabei gegen die Lehren von Sabellianismus, Apollinarianismus, Arianismus und Monophysitismus ab.
- Bekräftigung

## Volltext
| Latein (nach dem Liber Usualis) | Deutsche Übersetzung |
| --- | --- |
| Quicumque vult salvus esse, ante omnia opus est, ut teneat catholicam fidem:                                                                                            | Jeder, der selig werden will, muss vor allem den katholischen Glauben festhalten. |
| Quam nisi quisque integram inviolatamque servaverit, absque dubio in aeternum peribit.                                                                                  | Jeder, der diesen nicht unversehrt und unverletzt bewahrt, wird ohne Zweifel auf ewig verloren gehen. |
| Fides autem catholica haec est: ut unum Deum in Trinitate, et Trinitatem in unitate veneremur:                                                                          | Dies aber ist der katholische Glaube: Dass wir den einen Gott in der Dreifaltigkeit und die Dreifaltigkeit in der Einheit verehren,                                                                        |
| Neque confundentes personas, neque substantiam separantes. | ohne dabei die Personen zu vermischen und ohne die Wesenheit zu trennen. |
| Alia est enim persona Patris, alia Filii, alia Spiritus Sancti. | Denn eine Person ist die des Vaters, eine andere die des Sohnes; eine andere die des Heiligen Geistes. |
| Sed Patris, et Filii, et Spiritus Sancti una est divinitas, aequalis gloria, coeterna maiestas.                                                                         | Aber der Vater und der Sohn und der Heilige Geist haben nur eine Gottheit, die gleiche Herrlichkeit, gleichewige Majestät.                                                                                 |
| Qualis Pater, talis Filius, talis Spiritus Sanctus. | Wie der Vater ist, so ist der Sohn und so der Heilige Geist: |
| Increatus Pater, increatus Filius, increatus Spiritus Sanctus. | Ungeschaffen der Vater, ungeschaffen der Sohn, ungeschaffen der Heilige Geist. |
| Immensus Pater, immensus Filius, immensus Spiritus Sanctus. | Unermesslich der Vater, unermesslich der Sohn, unermesslich der Heilige Geist. |
| Aeternus Pater, aeternus Filius, aeternus Spiritus Sanctus. | Ewig der Vater, ewig der Sohn, ewig der Heilige Geist. |
| Et tamen non tres aeterni, sed unus aeternus. | Und doch sind es nicht drei Ewige, sondern ein Ewiger, |
| Sicut non tres increati, nec tres immensi, sed unus increatus, et unus immensus.                                                                                        | wie es auch nicht drei Ungeschaffene oder drei Unermessliche sind, sondern ein Ungeschaffener und ein Unermesslicher.                                                                                      |
| Similiter omnipotens Pater, omnipotens Filius, omnipotens Spiritus Sanctus.                                                                                             | Ebenso ist allmächtig der Vater, allmächtig der Sohn, allmächtig der Heilige Geist. |
| Et tamen non tres omnipotentes, sed unus omnipotens. | Und doch sind es nicht drei Allmächtige, sondern ein Allmächtiger. |
| Ita Deus Pater, Deus Filius, Deus Spiritus Sanctus. | So ist der Vater Gott, der Sohn Gott, der Heilige Geist Gott. |
| Et tamen non tres Dii, sed unus est Deus. | Und doch sind es nicht drei Götter, sondern ein Gott. |
| Ita Dominus Pater, Dominus Filius, Dominus Spiritus Sanctus. | So ist der Vater Herr, der Sohn Herr, der Heilige Geist Herr. |
| Et tamen non tres Domini, sed unus est Dominus. | Und doch sind es nicht drei Herren, sondern ein Herr. |
| Quia sicut singillatim unamquamque personam Deum ac Dominum confiteri christiana veritate compellimur: ita tres Deos aut Dominos dicere catholica religione prohibemur. | Denn wie wir gezwungen sind, in christlicher Wahrheit jede einzelne Person für sich als Gott und als Herrn zu bekennen, so verbietet uns der katholische Glaube, von drei Göttern oder Herren zu sprechen. |
| Pater a nullo est factus: nec creatus, nec genitus. | Der Vater ist von niemandem gemacht, weder geschaffen noch gezeugt. |
| Filius a Patre solo est: non factus, nec creatus, sed genitus. | Der Sohn ist vom Vater allein, nicht geworden noch geschaffen, sondern gezeugt. |
| Spiritus Sanctus a Patre et Filio: non factus, nec creatus, nec genitus, sed procedens.                                                                                 | Der Heilige Geist ist vom Vater und vom Sohn, nicht geworden noch geschaffen noch gezeugt, sondern hervorgehend.                                                                                           |
| Unus ergo Pater, non tres Patres: unus Filius, non tres Filii: unus Spiritus Sanctus, non tres Spiritus Sancti.                                                         | Es ist also ein Vater, nicht drei Väter, ein Sohn, nicht drei Söhne, ein Heiliger Geist, nicht drei Heilige Geister.                                                                                       |
| Et in hac Trinitate nihil prius aut posterius, nihil maius aut minus: sed totae tres personae coaeternae sibi sunt et coaequales.                                       | Und in dieser Dreifaltigkeit ist nichts früher oder später, nichts größer oder kleiner, sondern alle drei Personen sind einander gleichewig und gleichrangig,                                              |
| Ita ut per omnia, sicut iam supra dictum est, et unitas in Trinitate, et Trinitas in unitate veneranda sit.                                                             | so dass in allem, wie schon oben gesagt worden ist, die Einheit in der Dreifaltigkeit und die Dreifaltigkeit in der Einheit zu verehren ist.                                                               |
| Qui vult ergo salvus esse, ita de Trinitate sentiat. | Wer also selig werden will, soll diese Auffassung von der Dreifaltigkeit haben. |
| Sed necessarium est ad aeternam salutem, ut Incarnationem quoque Domini nostri Iesu Christi fideliter credat.                                                           | Aber zum ewigen Heil ist es nötig, dass er auch an die Fleischwerdung unseres Herrn Jesus Christus aufrichtig glaube.                                                                                      |
| Est ergo fides recta, ut credamus et confiteamur, quia Dominus noster Iesus Christus Dei Filius, Deus et homo est.                                                      | Der richtige Glaube ist nun dieser: Wir glauben und bekennen, dass unser Herr Jesus Christus, der Sohn Gottes, Gott und Mensch ist.                                                                        |
| Deus est ex substantia Patris ante saecula genitus: et homo est ex substantia matris in saeculo natus.                                                                  | Gott ist er, aus der Wesenheit des Vaters vor den Zeiten gezeugt, und Mensch ist er, aus der Wesenheit der Mutter in der Zeit geboren.                                                                     |
| Perfectus Deus, perfectus homo: ex anima rationali et humana carne subsistens.                                                                                          | Vollkommener Gott, vollkommener Mensch, bestehend aus einer vernünftigen Seele und aus menschlichem Fleisch.                                                                                               |
| Aequalis Patri secundum divinitatem: minor Patre secundum humanitatem.                                                                                                  | Dem Vater gleich der Gottheit nach, geringer als der Vater der Menschheit nach. |
| Qui, licet Deus sit et homo, non duo tamen, sed unus est Christus: | Doch obwohl er Gott und Mensch ist, ist Christus nicht zwei, sondern einer. |
| Unus autem non conversione divinitatis in carnem, sed assumptione humanitatis in Deum:                                                                                  | Einer aber nicht durch Verwandlung der Gottheit in Fleisch, sondern durch Aufnahme der Menschheit in Gott.                                                                                                 |
| Unus omnino non confusione substantiae, sed unitate personae. | Er ist ganz und gar einer nicht durch eine Vermischung der Wesenheit, sondern durch die Einheit der Person.                                                                                                |
| Nam sicut anima rationalis et caro unus est homo: ita Deus et homo unus est Christus.                                                                                   | Denn wie vernünftige Seele und Fleisch einen Menschen ergeben, so ergeben Gott und Mensch einen Christus,                                                                                                  |
| Qui passus est pro salute nostra, descendit ad inferos: tertia die resurrexit a mortuis.                                                                                | Er hat gelitten um unseres Heils willen, ist hinabgestiegen in die Unterwelt, am dritten Tage auferstanden von den Toten,                                                                                  |
| Ascendit ad caelos, sedet ad dexteram Dei Patris omnipotentis: inde venturus est iudicare vivos et mortuos.                                                             | Er ist aufgefahren in die Himmel, er sitzt zur Rechten Gottes, des allmächtigen Vaters, von wo er kommen wird, um die Lebenden und die Toten zu richten.                                                   |
| Ad cuius adventum omnes homines resurgere habent cum corporibus suis: et reddituri sunt de factis propriis rationem.                                                    | Bei seiner Ankunft müssen alle Menschen mit ihren Leibern auferstehen und werden über ihre Taten Rechenschaft ablegen.                                                                                     |
| Et qui bona egerunt, ibunt in vitam aeternam: qui vero mala, in ignem aeternum.                                                                                         | Und die Gutes getan haben, werden ins ewige Leben eingehen, die hingegen Böses [getan haben], in das ewige Feuer.                                                                                          |
| Haec est fides catholica, quam nisi quisque fideliter firmiterque crediderit, salvus esse non poterit.                                                                  | Dies ist der katholische Glaube. Nur wer diesen aufrichtig und fest glaubt, wird selig werden können. |

## Gebrauch in den Kirchen
In der Zeit der Reformation galt das Bekenntnis noch als eines der drei klassischen Glaubensbekenntnisse. Sowohl die Bekenntnisschriften der evangelisch-lutherischen Kirche als auch reformierte Bekenntnisse erkennen seine Autorität an.
In der Gegenwart wird es in der Liturgie der anglikanischen Kirchen verwendet sowie am Trinitatis-Sonntag in den lutherischen Kirchen. In der katholischen Ordnung des Stundengebets wurde es bis zur Liturgiereform an Sonntagen außerhalb der geprägten Zeiten und außer an Hochfesten anstelle eines Psalms gesungen oder gebetet. Mit Abschaffung der Prim ist es nunmehr entfallen. Es wird nur noch im lateinischen Stundengebet der Anhänger der Liturgie von 1962 gebraucht, soweit sie die Prim beten. In der Handreichung der deutschen römisch-katholischen Bischöfe zur Trinitätstheologie (2006) wird es dementsprechend nicht mehr erläutert. Auch in der jüngeren Theologie und Katechese wird dieses Credo wenig gewürdigt.